# Medusa de pigues blanques
La medusa de pigues blanques, campana flotant o medusa tacada australiana (Phyllorhiza punctata) és una espècies de medusa, nadiua de l'oceà Pacífic occidental des d'Austràlia fins al Japó, però ha estat introduïda en moltes altres regions. S'alimenta principalment de zooplancton. P. punctata en general pot arribar a mesurar uns 50 cm de diàmetre, però a l'octubre del 2007, es va trobar en Sunset Beach un exemplar que mesurava 72 cm, probablement la més gran de la que es tenen registres.

## Vida

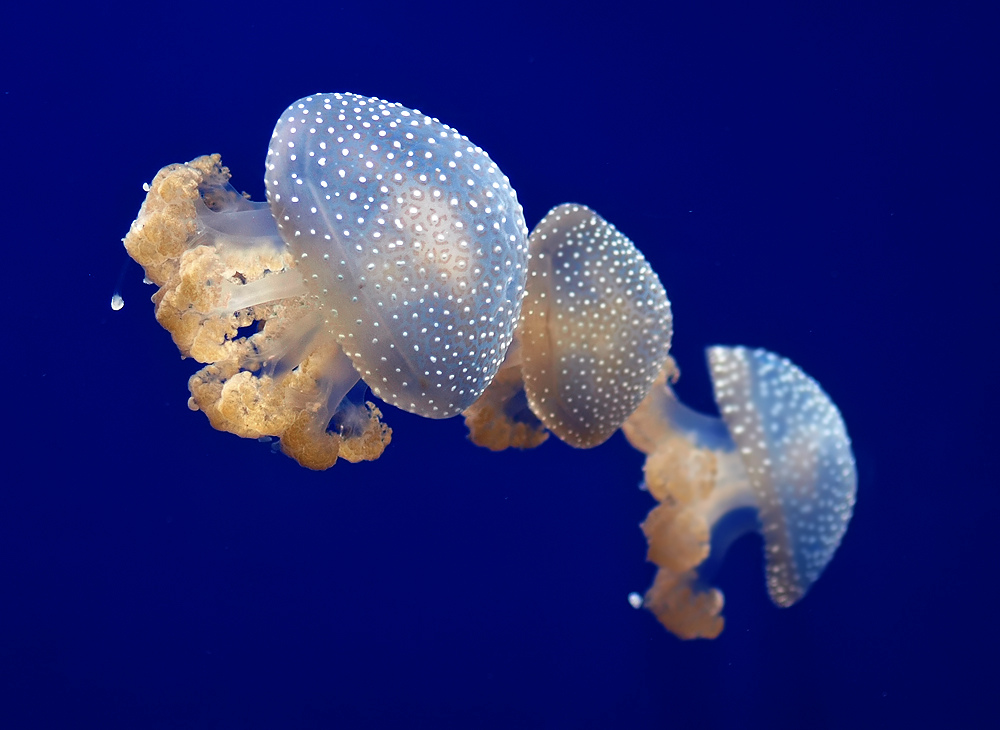
Al Parc animal Hagenbeck, Alemanya.

Les meduses tenen un complex cicle de vida que consisteix en dues etapes diferents: una etapa de medusa (adult) i una etapa de pòlip (juvenil). Durant l'etapa de medusa, es produeix la reproducció sexual, on el mascle allibera esperma a l'aigua i la femella recol·lecta aquest esperma amb els seus òrgans reproductors. Un cop ocorre la fertilització, les larves resultants abandonen la mare i s'estableixen en el fons de l'oceà.
Una vegada en el fons, les larves es desenvolupen fins a convertir-se en la forma de pòlip. Aquesta fase del cicle de vida permet la reproducció asexual, ja que els pòlips es poden reproduir clonant-se o dividint-se per formar nous individus.
Les meduses poden viure fins a cinc anys en l'etapa de pòlip i fins a dos anys en l'etapa de medusa. Aquest cicle de vida complex és una adaptació que ha permès que les meduses prosperin en una àmplia varietat d'hàbitats aquàtics.
En aigües de temperatures càlides, aquesta espècie de medusa experimenta un creixement significatiu. Les meduses són principalment eurihalines, però una baixa salinitat pot afectar negativament la seva supervivència. Durant períodes de baixa salinitat, aquestes meduses poden perdre part de les seves zooxantel·les. A més, els seus patrons de dispersió són irregulars a escala local.
Les meduses són animals marins que posseeixen una toxina de baixa intensitat i, generalment, no es consideren una amenaça significativa per als humans. La picada de medusa és relativament poc dolorosa, i es pot tractar amb vinagre per alleujar els efectes. En cas de no tenir vinagre a mà, l'aigua salada també pot ser una alternativa per a la cura.
Malgrat això, cal tenir en compte que les meduses han estat responsables de causar danys considerables a les pesqueres i als ecosistemes marins.

## Ecologia
Phyllorhiza punctata forma part de la família Rhizostomatidae en el gènere Phyllorhiza.
Atès que el seu verí no és prou potent per a matar a les seves preses, per la qual cosa la seva manera d'alimentació és per filtrat d'aigua.
El seu principal aliment és zooplancton. Normalment es desplacen en grans grups, which tends to result in huge swaths of them consuming all of the zooplancton in the area. Això condueix al fet que tinguin un impacte negatiu sobre els ecosistemes locals pels quals es desplacen. Atès que s'alimenten de zooplancton competeixen per l'aliment amb altres espècies.
Són natives de les mars limítrofes a Cairns, Queensland, Austràlia, i Tailàndia. Han estès el seu hàbitat natiu en direcció nord des de l'est d'Austràlia fins al sud-est d'Àsia. També se les ha trobat en nombroses regions de les quals no són nadiues com ara Austràlia occidental, Filipines, els Estats Units, el Brasil, Puerto Rico, el sector aquest del Mediterrani, el Carib, i el Golf de Mèxic. P. punctata prefereix mars càlides i es congreguen en aigües pròximes a les costes.

## Espècie invasora
Des de 1945 s'ha detectat la presència d'exemplars de l'espècie en aigües entorn de les illes de Hawaii, en la mar Mediterrània des de 1965, i abundant quantitat de les mateixes en el Golf de Mèxic des del 2000. En l'est de l'oceà Pacífic, ja en 1981 s'havia observat la seva presència en la zona de Sant Diego i en el Golf de Califòrnia. Encara que es desconeix com va ser introduïda en aquestes regions, s'ha teoritzat que és possible que els pòlips s'hagin adherit als cascos d'embarcacions, o van ser transportats en el tanc de balast dels vaixells sent posteriorment abocades a l'aigua. Com a espècie invasora, s'ha convertit en una amenaça per a diverses espècies de gambeta. En els golfs les meduses creixen fins a aconseguir grans dimensions, mesurant més de 60 cm de diàmetre.
Cap a juliol de 2007 es van descobrir individus de petit port en la badia de Bogue i molt més al nord al llarg de la costa de Carolina del nord. No obstant això, la seva habilitat per a consumir plàncton i ous i larves d'espècies de peixos importants és un motiu de preocupació. Cada medusa pot filtrar fins a uns 50000 lt d'aigua marina per dia. Mitjançant aquest procediment la medusa ingereix plàncton que necessiten les espècies natives.
A Amèrica del nord i Hawaii se les troba en nord del Golf de Mèxic, sud de Califòrnia, Antilles Majors, Florida, i les illes de Hawaii.
Les meduses també amenacen les indústries pesqueres a causa del consum de freses i larves de peixos, cranc i gambeta. A més d'afectar les poblacions en els cardúmenes, tapen les xarxes de pesca, danyar succions d'aigua de refrigeració dels motors dels vaixells, i arruïnar elements de pesca.
Recentment ha estat detectada la seva presència en la Mar Menor, una llacuna costanera salada amb greus problemes mediambientals, situada a la Regió de Múrcia, en el sud-est d'Espanya.